# Abranchaea
Abranchaea is een geslacht van weekdieren uit de klasse van de Gastropoda (slakken).

## Soort
- Abranchaea chinensis Zhang, 1964